# Maciej Zembaty

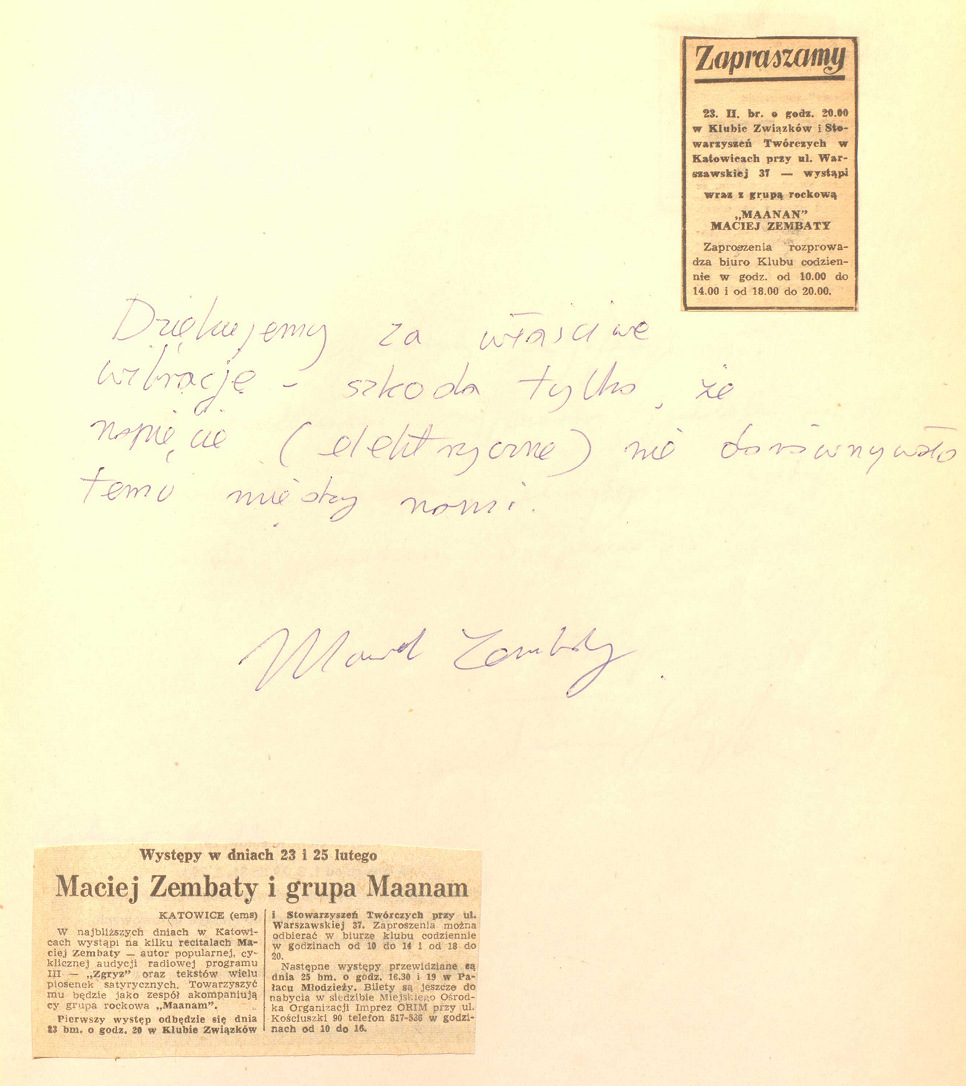
Pamiątkowy wpis Macieja Zembatego do Kroniki Klubu Związków i Stowarzyszeń Twórczych, Katowice, 23-25.02.1979r.

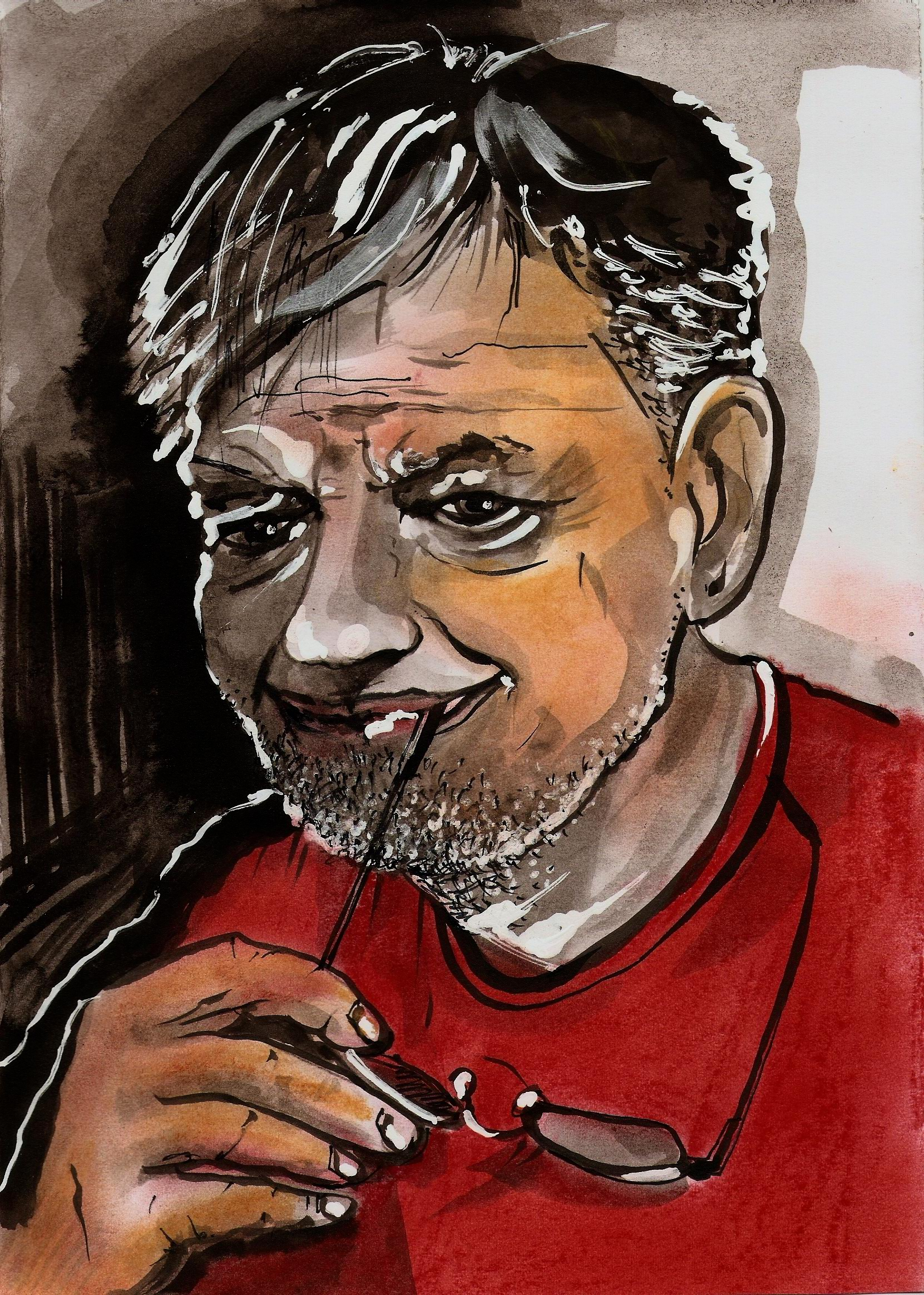
Portret Macieja Zembatego autorstwa Zbigniewa Kresowatego

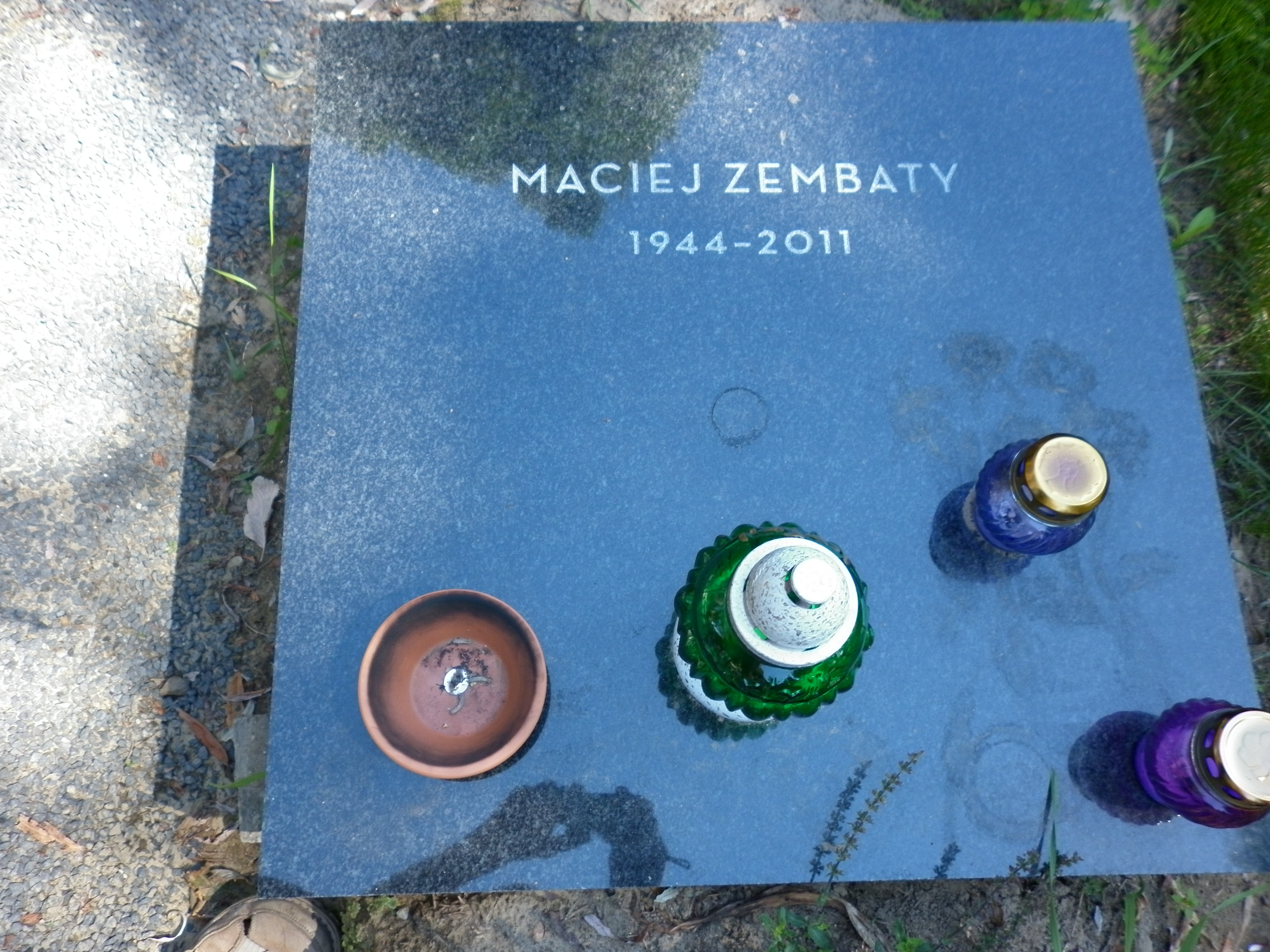
Grób Macieja Zembatego na Wojskowych Powązkach

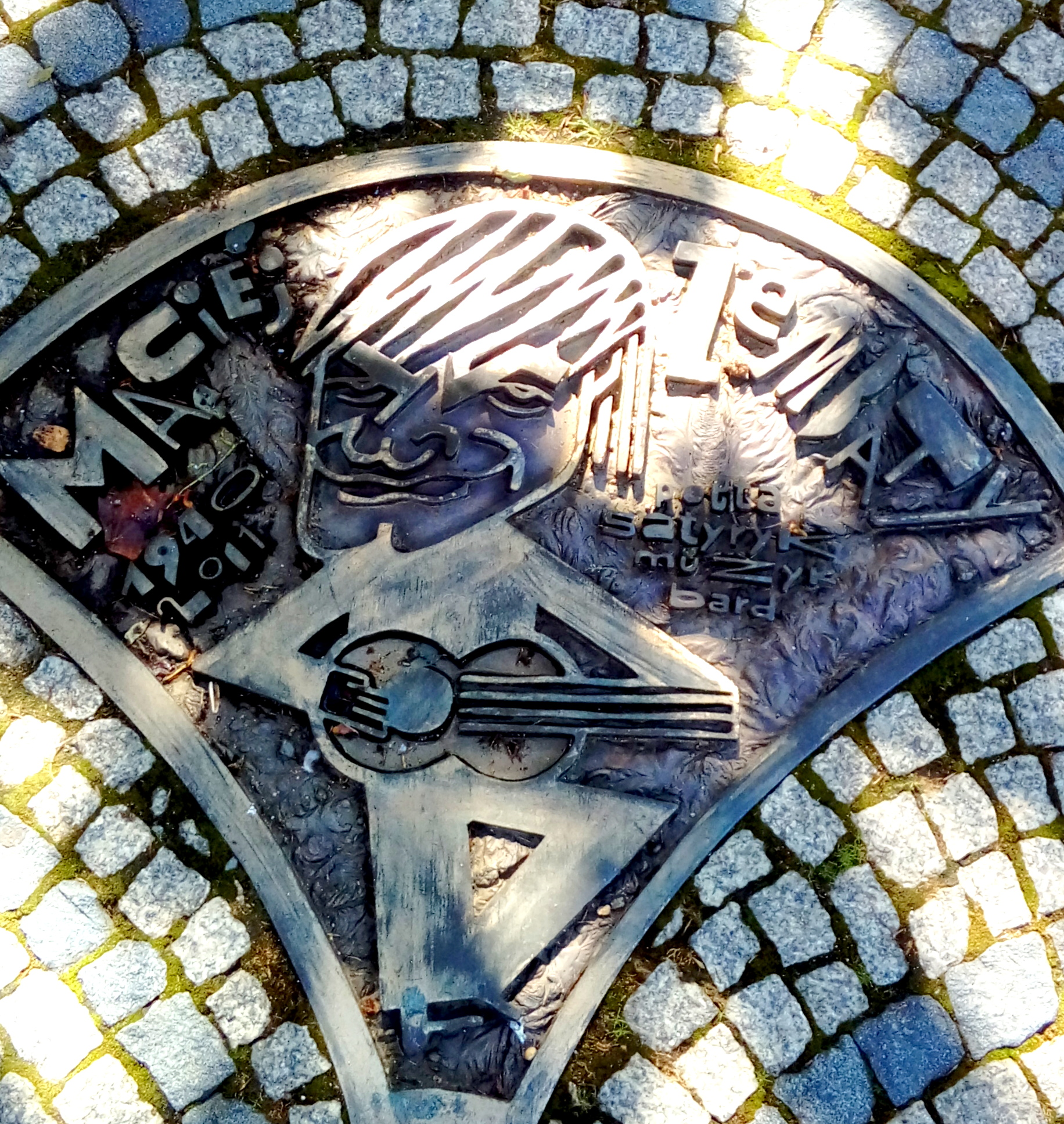
Tablica pamiątkowa w Alei Gwiazd Satyrykonu na głównym deptaku Legnicy (ul. Najświętszej Marii Panny)

Jan Maciej Zembaty (ur. 16 maja 1944 w Tarnowie, zm. 27 czerwca 2011 w Warszawie) – polski poeta, satyryk, scenarzysta, reżyser radiowy, muzyk i tłumacz, głównie poezji Leonarda Cohena.

## Życiorys
Dzieciństwo spędził w Wadowicach, dokąd przeniosła się jego rodzina krótko po narodzinach syna.
Uczył się gry na fortepianie w średniej szkole muzycznej, uczęszczał również do liceum plastycznego w Warszawie, w którym historii uczył go Jacek Kuroń. Ukończył studia polonistyczne na Uniwersytecie Warszawskim. Pracę magisterską napisał na temat polskiej piosenki i gwary więziennej. Dzięki swym badaniom stał się jednym z pierwszych specjalistów od grypsery. Przez krótki czas studiował również w warszawskiej PWST oraz na wydziale reżyserskim łódzkiej filmówki.
Zadebiutował w 1965 na Festiwalu w Opolu, gdzie uzyskał wyróżnienie jury oraz nagrodę za najlepszy debiut autorski.
Był poliglotą, znającym siedem języków, z trzech tłumaczył teksty i piosenki.
W 1972 dzięki Maciejowi Karpińskiemu zetknął się z piosenkami Leonarda Cohena. W ciągu kilku miesięcy przetłumaczył ich kilkanaście, zaś w całym swoim życiu – ponad 60. Większość z nich opublikował w tomikach, zarówno w obiegu oficjalnym, jak i poza nim. Wydał także kilka płyt z własnymi aranżacjami i wykonaniami piosenek kanadyjskiego autora. Jego tłumaczenie piosenki „Partisan” stało się jednym z nieoficjalnych hymnów „Solidarności”.
W 1972 we współpracy z Jackiem Janczarskim stworzył radiowe słuchowisko Rodzina Poszepszyńskich, które stało się jedną ze sztandarowych audycji rozrywkowych Polskiego Radia. Tworzone i nadawane było z dłuższymi przerwami przez 25 lat, a jego bohaterowie stali się parodią postaci znanych z innych seriali radiowych takich jak Matysiakowie i W Jezioranach.
W latach 70. związał się też z Programem Trzecim Polskiego Radia, gdzie prowadził między innymi autorską audycję Płyty nasze i naszych przyjaciół, Zgryz, był też jednym z prezenterów Zapraszamy do Trójki – pierwszej i jedynej wówczas audycji nadawanej na żywo, z telefonicznym udziałem słuchaczy.
W pierwszą rocznicę Sierpnia 1980 współtworzył Pierwszy Przegląd Piosenki Prawdziwej „Zakazane Piosenki” – imprezę będącą „antyfestiwalem sopockim”, prezentującą twórców i twórczość poza peerelowską cenzurą.
Album Alleluja sprzedano w ponad 400 tys. egzemplarzy, dzięki czemu w 1986 przyznano wydawnictwu certyfikat złotej płyty. W latach 80. występował w duecie z Johnem Porterem.
W 1988 nagrał recytowany wstęp do piosenki „Galaktyczny zwiad” grupy Papa Dance.
Poza tłumaczeniami z angielskiego i własną twórczością, opublikował także kilka przekładów wierszy i piosenek autorów rosyjskich, głównie tzw. pieśni błatnych. Przez wiele lat Zembaty współpracował także z polskimi reżyserami. Zasłynął jako scenarzysta i autor muzyki do kilku filmów, m.in. Około północy (1977), Sam na sam (1977) i serialu telewizyjnego Siedem życzeń (1984); w tym ostatnim użyczył również głosu kotu o imieniu Rademenes.
Wspierał kampanię Muzyka Przeciwko Rasizmowi Stowarzyszenia „Nigdy Więcej”. Zamieścił jej logotyp na płycie Ostatnia posługa. Czarne przeboje 65–88.
Od listopada 2007 radio Tok FM emitowało ostatnie słuchowisko Macieja Zembatego – Przygody Wuja Alberta.
Był autorem piosenki „Ostatnia posługa”, śpiewanej na melodię marsza żałobnego Chopina.
Zembaty wrócił do pisania w 2007 roku; w tym też roku założył własny blog.
Zmarł w wyniku zatrzymania akcji serca. 8 lipca 2011 Maciej Zembaty został pochowany na Powązkach Wojskowych w Warszawie (kwatera D29-tuje-7).

## Odznaczenia
- 2011: Krzyż Oficerski Orderu Odrodzenia Polski (pośmiertnie)[12]

## Twórczość

### Książki
- Historia, która przydarzyła się pewnej pszczołopodobnej Prudencji, Maciej Zembaty i Emilia Freudenreich, KAW, Warszawa 1976
- Makabra i współczucie, (wybór tekstów z obszernymi notkami autobiograficznymi), Maciej Zembaty z przedmową Jacka Janczarskiego i ilustracjami Piotra Dumały; Wydawnictwo Dolnośląskie, Wrocław 1996 (miękka oprawa, 220 stron) ISBN 83-7023-518-2
- Rodzina Poszepszyńskich Story, Maciej Zembaty i Jacek Janczarski. Da Capo, Warszawa, 1997 (miękka oprawa, 192 strony) ISBN 83-7157-242-5
- Piosenki z trumienki, Maciej Zembaty. Twój Styl, Warszawa, 2002 (miękka oprawa, 113 stron) ISBN 83-7163-314-9
- Mój Cohen, Maciej Zembaty. MTJ Agencja Artystyczna, Warszawa, 2003 (miękka okładka, 232 strony) ISBN 83-911888-9-2
- Piosenki, Maciej Zembaty, Edward Stachura, Włodzimierz Wysocki. Anagram, Warszawa, 1992 (miękka oprawa, 176 stron) ISBN 8190011239

### Dyskografia
- 1983: Ballady Leonarda Cohena (Akademickie Radio Pomorze)
- 1984: Ballady Leonarda Cohena (Poljazz)
- 1985: Ballady Leonarda Cohena: „Alleluja” (Pronit M-0022)
- 1985: Ballady Leonarda Cohena: „Tańcz mnie po miłości kres / Goście” (Pronit)
- 1988: Cohen Live (Rogot)
- 1988: Alleluja Live (Rogot)
- 1988: Greatest Hits Czyli Ostatnia Posługa (Pronit)
- 1988: More Cohen by Maciej Zembaty (Canto)
- 1988: 7 życzeń - Piosenki kota Rademenesa (Tesco)
- 1989: Manhattan Live (Tesco)
- 1989: W prosektorium (Rogot)
- 1994: Ballady Leonarda Cohena (Quartet)
- 1998: Ostatnia posługa. Czarne przeboje 65–88
- 1998: Zembaty STGS (Canto)
- 2000: Siła niewolników (Selles)
- 2000: Ballady (Agencja Artystyczna MTJ)
- 2002: In My Secret… Live (Agencja Artystyczna MTJ)
- 2002: Manhattan (Canto)
- 2002: 35 × Leonard Cohen (Agencja Artystyczna MTJ, 3CD)
- 2002: Piosenki z trumienki (podwójny album 1965–2002; Canto/System)
- 2004: Rodzina Poszepszyńskich (Agencja Muzyczna Polskiego Radia)
- 2005: Jestem twój (MTJ)
- 2009: Wolność znaczy Freedom (Nevermind 1–2)

### Filmografia
Źródło: 
- 1970: Czkawka (etiuda szkolna; aktor)
- 1971: Niebieskie jak Morze Czarne (tekst piosenki)
- 1976: Nosił wilk razy kilka (film krótkometrażowy; scenariusz)
- 1976: Przechadzka (film animowany; współautor scenariusza)
- 1977: Około północy (scenariusz)
- 1977: Sam na sam (współpraca reżyserska, scenariusz)
- 1979: Terrarium (mężczyzna na przyjęciu u Marii; nie występuje w czołówce)
- 1984: Siedem życzeń (scenariusz, dialogi, dubbing – głos kota Rademenesa; nie występuje w czołówce)
- 1999: Palce lizać (lektor, odc. 2–9)
- 1999: O dwóch takich, co nic nie ukradli (tekst piosenki)
- 2003: Biała Róża (etiuda fabularna; wykonanie piosenki)
- 2004: Piosenką w komunę (film dokumentalny; jako on sam)

### Teatr
- 1973: Lament (teksty piosenek), Teatr Wybrzeże, Gdańsk
- 1990: Goście (przekład), Słupski Teatr Dramatyczny, Słupsk
- 2002: Cohen (przekład), Teatr Muzyczny „Roma”, Warszawa
- 2006: Słynny niebieski prochowiec (przekład), Teatr Polski, Bielsko-Biała
- 2007: Pieśni miłości i nienawiści (przekład), Teatr im. Ludwika Solskiego, Tarnów
- 2009: Słynny niebieski prochowiec (przekład), Teatr Piosenki, Wrocław